# Die Alm
Die Alm (auch Die Alm – Promischweiß und Edelweiß) ist eine deutsche Reality-Show, die auf ProSieben ausgestrahlt wird. Prominente stellen sich der Herausforderung, einige Zeit in einer einsamen Hütte in den Bergen zuzubringen und dort ein Bauernleben wie vor 100 Jahren zu führen.

## Konzept
Zehn Prominente leben zwei Wochen lang unter Kameraüberwachung in einer einsamen Hütte mitten in den Bergen. Dabei handelt es sich um den Oberhof, gelegen zwischen Zösenberg und Zösental im Mühlwalder Tal (Südtirol/Italien). Sie leben das Leben wie vor 100 Jahren: Die Teilnehmer stellen sich dem einfachen, extrem anstrengenden Bergbauernleben, fernab von Luxus, Technik und Terminstress. Sie müssen beweisen, dass sie Teamgeist und Durchhaltevermögen haben. Zu Beginn müssen die Kandidaten ihre Alltagsoutfits gegen entsprechende Kleidung eintauschen und moderne Güter wie Mobiltelefone abgeben. Auf der Alm verzichten sie zudem auf Strom und warmes Wasser. Sie müssen selbst den Stall ausmisten, Kühe melken und Tiere füttern. Hierbei erhalten sie Unterstützung von Bergbauer Joseph „Alm-Öhi“ Huber.
Die Zuschauer entscheiden per Telefonabstimmung wer der „Sepp des Tages“ wird (1. Staffel) bzw. wer zur „Muhprobe“ (2. Staffel) muss. Ab der 3. Staffel gab es die Telefonabstimmung nicht mehr. Der Ausgewählte muss ekelerregende Extraaufgaben machen wie einen mit Kot gefüllten Darm auszublasen oder ein Bad in einer Wanne mit Jauche gefüllt nehmen. Als Belohnung werden warmes Essen oder Getränke, Luxusgüter wie Toilettenpapier, sowie Grüße von den Familien und Freunden erspielt. In der zweiten Staffel sind die Aufgaben nur noch wenig ekelig, sondern haben oft mit Mut zu tun. Erspielt werden Luxusgüter. Nach einigen Tagen wurden kleinere Aufgaben hinzugefügt, die bei der Verkündung des nächsten Muhprobenkandidaten live von einem per Flaschendrehen bestimmten Teilnehmern gelöst werden müssen und für deren Bewältigung es moderne Nahrungsmittel gibt.
Für die dritte Staffel gab es gravierende Änderungen im Vergleich zu den ersten beiden Staffeln. Bei der „Hof-Gaudi“ nehmen alle Alm-Bewohner an der Aufgabe teil. Die Sieger können sich aus den Letztplatzierten ihren Spielpartner für die nachfolgende „Paar-Gaudi“ auswählen. Das Gewinner-Paar der „Paar-Gaudi“  ist sicher eine Runde weiter und darf drei Bewohner für den Rauswurf nominieren. Anschließend entscheidet die Gruppe, welche zwei nominierten Bewohner die Alm verlassen müssen. Die Gewinnsumme betrug zu Beginn 50.000 Euro. Für jeden begangenen Regelverstoß wurden 500 Euro von der Siegsumme abgezogen.
Angelehnt ist Die Alm an das erstmals kurz zuvor erschienene Ich bin ein Star – Holt mich hier raus! sowie das Schwarzwaldhaus 1902.

## Staffel 1
Die erste Staffel wurde in den Südtiroler Alpen gedreht. Ausgestrahlt werden sollte sie vom 11. bis zum 23. Juli 2004, jedoch wurde kurz vor dem Finale entschieden, die Staffel um eine Woche zu verlängern. Die erste Staffel endete somit am 30. Juli 2004. Moderiert wurde die Staffel von Elton und Sonya Kraus. Ausgestrahlt wurde zumeist 20:15 Uhr, am Wochenende auch später.
Kader Loth ersetzte kurz vor Beginn der Staffel Tatjana Gsell, die einen Kreislauf-Kollaps erlitten hatte. Am 22. Juli zog Gsell nachträglich auf die Alm, verließ sie jedoch wegen Gerichtsterminen am 25. Juli wieder. Als Ersatz zog Gunter Gabriel auf die Alm. Sowohl Kempter als auch Soost verließen die Alm aus beruflichen Gründen, nachdem die Staffel verlängert wurde. Als Nachrücker zogen Djamila Rowe und Nico Schwanz am 27. Juli 2004 auf der Alm ein.
Die erste Folge sahen 2,78 Millionen Zuschauer bei einem Marktanteil von 20,5 Prozent in der werberelevanten Zielgruppe. Loth wurde der erste Sepp des Tages und musste zur Almtaufe antreten. Im Finale der Show wurde Loth zur „Almkönigin“ gewählt und gewann ein Preisgeld von 10.000 Euro, welches sie der AIDS-Stiftung spendete.
Sängerin Almina konnte mit So ist das Spiel, dem Titellied der ersten Staffel, durchaus kleinere Erfolge in den Charts verbuchen. So erreichte sie in Deutschland Platz 43, in Österreich sogar Platz 33 der Single-Charts.
Nach einer erfolgreichen ersten Staffel ergaben sich für ProSieben ähnliche Formate, wie z. B. Die Burg.

### Teilnehmer
| Platz | Teilnehmer      | Bekannt als                 | Einzug in Folge | Auszug in Folge |
| ----- | --------------- | --------------------------- | --------------- | --------------- |
| 1.    | Kader Loth      | Fotomodel                   | 1               | 20              |
| 2.    | Diana Herold    | Bully-Assistentin           | 1               | 20              |
| 3.    | Lorenzo         | Ex-DSDS-Kandidatin          | 8               | 20              |
| 4.    | René Weller     | Boxer                       | 1               | 20              |
| 5.    | Daniel Lopes    | Sänger                      | 1               | 20              |
| 5.    | Gunter Gabriel  | Sänger                      | 15              | 20              |
| 7.    | Djamila Rowe    | Visagistin, Botschaftsluder | 16              | 20              |
| 7.    | Nico Schwanz    | Model, Friseur              | 16              | 20              |
| 9.    | Tatjana Gsell   | Erotik-Model                | 12              | 15              |
| 10.   | Andrea Kempter  | Moderatorin                 | 1               | 14              |
| 10.   | Detlef D! Soost | Choreograph                 | 1               | 14              |
| 12.   | Kelly Trump     | Pornostar                   | 1               | 12              |

## Staffel 2
Am 3. März 2011 gab ProSieben bekannt, dass die Show im Sommer zurückkehren wird. Am 1. Juli 2011 wurden Janine Kunze und Daniel Aminati als neue Moderatoren vorgestellt. Kommentator ist der eigentliche Fußball-Kommentator Markus Gaupp. Die Show wurde ab dem 20. August 2011 bis zum Finale am 3. September täglich um 22:15 Uhr ausgestrahlt. Die ersten Kandidaten wurden am 5. August 2011 bekannt gegeben. Wie auch bei der ersten Staffel agiert der Bauer Joseph Huber als Alm-Öhi. Als Autor der Moderationstexte verpflichtete ProSieben den ebenfalls für das Konkurrenzformat Ich bin ein Star – Holt mich hier raus! tätigen Micky Beisenherz.
Die Dorfrocker erreichten mit Auf der Alm, dem Titellied der zweiten Staffel, noch vor dem Sendestart Platz 60 der deutschen Single-Charts.
Die Ausgabe am 24. August wurde aufgrund eines Brandes im Sendezentrum von ProSiebenSat.1 Media werbefrei ausgestrahlt. Moderatorin Janine Kunze wies auf „technische Probleme“ hin, weshalb zum Ende der Sendung mehrere Minuten Live-Bilder von der Alm gesendet wurden. Direkt im Anschluss startete eine Wiederholung der Sendung, die allerdings abgebrochen wurde, da es wieder möglich war, das reguläre Programm zu senden. Bis zur Rekonstruktion von Sendeprotokollen, die minutengenau den tatsächlichen Beginn und das Ende jeder Sendung angeben, konnten keine Quoten für diese Ausgabe angegeben werden. Am 29. August wurden die Einschaltquoten nachgereicht.
Am 27. August entschied Gina-Lisa Lohfink die Alm zu verlassen. Als Ersatz zog Anna Heesch ein.
In der Finalsendung am 3. September wurde Manni Ludolf zum „Almkönig 2011“ gewählt.

### Teilnehmer
| Platz | Teilnehmer             | Bekannt als                                       | Einzug in Folge | Auszug in Folge |
| ----- | ---------------------- | ------------------------------------------------- | --------------- | --------------- |
| 1.    | Manfred „Manni“ Ludolf | Schrotthändler                                    | 1               | 15              |
| 2.    | Thomas Karaoglan       | Sänger                                            | 1               | 15              |
| 3.    | Carsten Spengemann     | Moderator, Ex-Ehemann von Anna Heesch             | 1               | 15              |
| 4.    | Kathy Kelly            | Sängerin                                          | 1               | 15              |
| 5.    | Charlotte Karlinder    | Moderatorin                                       | 1               | 15              |
| 6.    | Rolf Scheider          | Castingdirektor                                   | 1               | 15              |
| 7.    | Tessa Bergmeier        | Model, Teilnehmerin bei GNTM – Staffel 4          | 1               | 15              |
| 8.    | Anna Heesch            | Moderatorin, Ex-Ehefrau von Carsten Spengemann    | 10              | 15              |
| 9.    | Werner Lorant          | Fußballtrainer                                    | 1               | 15              |
| 10.   | Gina-Lisa Lohfink      | Model, It-Girl, Teilnehmerin bei GNTM – Staffel 3 | 1               | 8               |

### Muhproben
| Datum             | Kandidat(en)                                                              | Prüfung                                        | Erspielter Gewinn         |
| ----------------- | ------------------------------------------------------------------------- | ---------------------------------------------- | ------------------------- |
| 20. August 2011   | Tessa Bergmeier                                                           | „Scheune des Schreckens – Alpenfeeling“        | 4 von 5 Geschirrsets      |
| 21. August 2011   | Thomas Karaoglan                                                          | „Alpenmenü“                                    | 5 von 5 Nahrungskörben    |
| 22. August 2011   | Carsten Spengemann                                                        | „Küken retten“                                 | 4 von 4 Portionen Kaffee  |
| 23. August 2011   | Tessa Bergmeier                                                           | „Scheune des Schreckens - Horror Schweinetrog“ | 5 von 5 Kopfkissen        |
| 24. August 2011   | keine Muhprobe aufgrund eines Kabelbrandes in der Münchener Sendezentrale |                                                |                           |
| 25. August 2011   | Gina-Lisa Lohfink Thomas Karaoglan                                        | „Mist-Rodeo“                                   | 3 von 4 Nahrungskörben    |
| 26. August 2011   | Gina-Lisa Lohfink fand aufgrund gesundheitlicher Probleme nicht statt     | „Fang das Tier“                                |                           |
| 27. August 2011   | Thomas Karaoglan                                                          | „Bauernschlau“                                 | 3 von 5 Nahrungskörben    |
| 28. August 2011   | Tessa Bergmeier                                                           | „Scheune des Schreckens - Finderlohn“          | 3 von 8 Pizzen            |
| 29. August 2011   | Tessa Bergmeier                                                           | „Fang das Tier“                                | 8 von 10 Schlüssel        |
| 30. August 2011   | Thomas Karaoglan                                                          | „Sturzflug“                                    | 9 von 9 Tüten Süßigkeiten |
| 31. August 2011   | Tessa Bergmeier                                                           | „Alpen-Menü“                                   | 0 von 4 Käseplatten       |
| 1. September 2011 | Manfred „Manni“ Ludolf                                                    | „Alpen-Menü“                                   | 4 von 4 Käseplatten       |
| 2. September 2011 | Tessa Bergmeier                                                           | „Scheune des Schreckens - Scheunenparkour“     | 2 von 4 Grillutensilien   |
| 3. September 2011 | keine Muhprobe fand aufgrund des Finales nicht statt                      |                                                |                           |

## Staffel 3
In der Finalsendung am 3. September 2011 gaben Janine Kunze und Daniel Aminati bekannt, dass die Alm 2012 fortgesetzt werden soll. Am 23. März 2012 teilte ProSieben jedoch via Twitter mit, dass es 2012 keinen Almauftrieb geben wird.
Am 28. Februar 2021 wurde von ProSieben bestätigt, dass nach 10 Jahren Pause eine dritte Staffel im Laufe des Jahres erscheinen wird. Am 20. Mai 2021 gab ProSieben via Facebook und Instagram bekannt, dass die dritte Staffel am 24. Juni 2021 beginnt. Die neuen Moderatoren sind Collien Ulmen-Fernandes und Christian Düren. Entgegen der vorherigen Staffeln wird die dritte Staffel nicht täglich, sondern wöchentlich ausgestrahlt und aus sechs vorproduzierten Folgen bestehen.
Bei der „Hof-Gaudi“ nehmen alle Alm-Bewohner an der Aufgabe teil. Die Sieger können sich aus den Letztplatzierten ihren Spielpartner für die nachfolgende „Paar-Gaudi“ auswählen. Das Gewinner-Paar der „Paar-Gaudi“  ist sicher eine Runde weiter und darf drei Bewohner für den Rauswurf nominieren. Anschließend entscheidet die Gruppe, welche zwei nominierten Bewohner die Alm verlassen müssen.
Die Gewinnsumme betrug zu Beginn 50.000 Euro. Für jeden begangenen Regelverstoß wurden 500 Euro von der Siegsumme abgezogen.
Für die dritte Staffel wurde das aus der ersten Staffel bekannte Titellied So ist das Spiel von Almina vom bayerischen Sänger Max Weidner neu veröffentlicht.
Am Ende konnte sich im Finale die Dragqueen Yoncé Banks gegen Magdalena Brzeska durchsetzen und gewann eine goldene Kuhglocke sowie ein Preisgeld in Höhe von 40.500 Euro.

### Teilnehmer
| Platz | Teilnehmer          | Bekannt als                                                                      | Einzug in Folge | Auszug in Folge |
| ----- | ------------------- | -------------------------------------------------------------------------------- | --------------- | --------------- |
| 1     | Yoncé Banks         | Drag Queen, Siegerin bei Queen of Drags                                          | 1               | 6               |
| 2     | Magdalena Brzeska   | Turnerin, Siegerin von Let's Dance 2012                                          | 1               | 6               |
| 3.    | Vivian Schmitt      | Erotikdarstellerin                                                               | 1               | 6               |
| 4.    | Siria Campanozzi    | Kandidatin bei Temptation Island und CoupleChallenge – Das stärkste Team gewinnt | 1               | 6               |
| 5.    | Benedetto Paterno   | Influencer, Reality-TV-Teilnehmer bei Prince Charming (Staffel 2)                | 2               | 6               |
| 6.    | Eddy Kante          | Leibwächter, Schauspieler und Musiker                                            | 3               | 6               |
| 7.    | Ioannis Amanatidis  | Teilnehmer bei Die Bachelorette                                                  | 1               | 5               |
| 8.    | Paris Herms         | Influencerin, Erotikdarstellerin                                                 | 3               | 5               |
| 9.    | Mirja du Mont       | Model                                                                            | 1               | 4               |
| 10.   | Aaron Hundhausen    | Kandidat bei Are You The One?                                                    | 1               | 4               |
| 11.   | Hollywood Matze     | Webvideoproduzent, Bodybuilder                                                   | 1               | 3               |
| 12.   | Katharina Eisenblut | Kandidatin bei Deutschland sucht den Superstar                                   | 1               | 2               |
| 13.   | Christian Lohse     | Koch                                                                             | 1               | 2               |

### Nominierungen
| Nominierungen                                                 | Nominierungen                       | Nominierungen                                | Nominierungen                                | Nominierungen                                 | Nominierungen                       |
|                                                               | Folge 2                             | Folge 3                                      | Folge 4                                      | Folge 5                                       | Folge 6                             |
| ------------------------------------------------------------- | ----------------------------------- | -------------------------------------------- | -------------------------------------------- | --------------------------------------------- | ----------------------------------- |
| Yoncé                                                         | Matze                               | Mirja                                        | Benedetto                                    | Eddy                                          | Gewinner                            |
| Magdalena                                                     | Vivian                              | Aaron                                        | Paris                                        | Eddy                                          | Zweitplatzierter                    |
| Vivian                                                        | Nominiert                           | Aaron                                        | Paris                                        | Eddy                                          | Drittplatzierte                     |
| Siria                                                         | Matze                               | Mirja                                        | Benedetto                                    | Benedetto                                     | Viertplatzierter                    |
| Benedetto                                                     | Matze                               | Aaron                                        | Ioannis                                      | Eddy                                          | Rausgewählt (Folge 5)               |
| Eddy                                                          | nicht im Haus                       | Aaron                                        | Ioannis                                      | Vivian                                        | Rausgewählt (Folge 5)               |
| Ioannis                                                       | Matze                               | Mirja                                        | Paris                                        | Rausgewählt (Folge 4)                         | Rausgewählt (Folge 4)               |
| Paris                                                         | nicht im Haus                       | Aaron                                        | Ioannis                                      | Rausgewählt (Folge 4)                         | Rausgewählt (Folge 4)               |
| Mirja                                                         | Vivian                              | Aaron                                        | Rausgewählt (Folge 3)                        | Rausgewählt (Folge 3)                         | Rausgewählt (Folge 3)               |
| Aaron                                                         | Matze                               | Mirja                                        | Rausgewählt (Folge 3)                        | Rausgewählt (Folge 3)                         | Rausgewählt (Folge 3)               |
| Matze                                                         | Nominiert                           | Rausgewählt (Folge 2)                        | Rausgewählt (Folge 2)                        | Rausgewählt (Folge 2)                         | Rausgewählt (Folge 2)               |
| Katharina                                                     | Nominiert                           | freiwilliger Auszug                          | freiwilliger Auszug                          | freiwilliger Auszug                           | freiwilliger Auszug                 |
| Christian                                                     | Auszug aus gesundheitlichen Gründen | Auszug aus gesundheitlichen Gründen          | Auszug aus gesundheitlichen Gründen          | Auszug aus gesundheitlichen Gründen           | Auszug aus gesundheitlichen Gründen |
|                                                               |                                     |                                              |                                              |                                               |                                     |
| Gewinner der Paar-Gaudi                                       | Ioannis Yoncé                       | Benedetto Siria                              | Eddy Siria                                   | Siria Yoncé                                   |                                     |
| Nominiert                                                     | Vivian Matze Katharina              | Aaron Magdalena Mirja                        | Benedetto Ioannis Paris                      | Benedetto Eddy Vivian                         |                                     |
| Nominierungs- schutz                                          | Benedetto                           | Eddy Paris                                   |                                              |                                               |                                     |
| Freiwilliger Auszug                                           | Katharina Christian                 |                                              |                                              |                                               |                                     |
| Rauswahl                                                      | Matze 5 von 7 Stimmen               | Aaron 6 von 10 StimmenMirja 4 von 10 Stimmen | Paris 3 von 8 StimmenIoannis 3 von 8 Stimmen | Eddy 4 von 6 StimmenBenedetto 1 von 6 Stimmen |                                     |
| Anmerkungen: Nominierung durch Sieger der Paar-Gaudi 1. 2. 3. |                                     |                                              |                                              |                                               |                                     |

## Einschaltquoten

### Staffel 1
| Nr. (gesamt) | Nr. (Staffel) | Datum             | Zuschauer | Zuschauer       | Marktanteil | Marktanteil     |
| Nr. (gesamt) | Nr. (Staffel) | Datum             | Gesamt    | 14 bis 49 Jahre | Gesamt      | 14 bis 49 Jahre |
| ------------ | ------------- | ----------------- | --------- | --------------- | ----------- | --------------- |
| 01           | 01            | So, 11. Juli 2004 | 2,78 Mio. | 2,11 Mio.       | 13,1 %      | 20,5 %          |
| 02           | 02            | Mo, 12. Juli 2004 | 2,85 Mio. | 2,13 Mio.       | 9,3 %       | 17,1 %          |
| 03           | 03            | Di, 13. Juli 2004 | 2,78 Mio. | TBA             | 16,9 %      | 24,7 %          |
| 04           | 04            | Mi, 14. Juli 2004 | 2,81 Mio. | 1,97 Mio.       | 9,7 %       | 16,8 %          |
| 05           | 05            | Do, 15. Juli 2004 | 2,30 Mio. | TBA             | TBA         | 14,7 %          |
| 06           | 06            | Fr, 16. Juli 2004 | 1,74 Mio. | TBA             | 7,1 %       | 13,9 %          |
| 07           | 07            | Sa, 17. Juli 2004 | 1,80 Mio. | TBA             | 9,1 %       | 14,2 %          |
| 08           | 08            | So, 18. Juli 2004 | 2,51 Mio. | 1,91 Mio.       | 12,7 %      | 20,2 %          |
| 09           | 09            | Mo, 19. Juli 2004 | 2,42 Mio. | 1,80 Mio.       | 9,2 %       | 17,0 %          |
| 10           | 10            | Di, 20. Juli 2004 | 3,41 Mio. | 2,46 Mio.       | 12,0 %      | 21,7 %          |
| 11           | 11            | Mi, 21. Juli 2004 | 2,95 Mio. | 2,15 Mio.       | 11,5 %      | 21,1 %          |
| 12           | 12            | Do, 22. Juli 2004 | TBA       | TBA             | TBA         | TBA             |
| 13           | 13            | Fr, 23. Juli 2004 | 2,61 Mio. | 1,78 Mio.       | 11,5 %      | 20,2 %          |
| 14           | 14            | Sa, 24. Juli 2004 | TBA       | TBA             | TBA         | TBA             |
| 15           | 15            | So, 25. Juli 2004 | 2,13 Mio. | 1,64 Mio.       | 11,0 %      | 17,1 %          |
| 16           | 16            | Mo, 26. Juli 2004 | 2,70 Mio. | 1,92 Mio.       | 9,4 %       | 15,5 %          |
| 17           | 17            | Di, 27. Juli 2004 | TBA       | TBA             | TBA         | TBA             |
| 18           | 18            | Mi, 28. Juli 2004 | TBA       | TBA             | TBA         | TBA             |
| 19           | 19            | Do, 29. Juli 2004 | 2,74 Mio. | 1,97 Mio.       | 11,6 %      | 21,7 %          |
| 20           | 20            | Fr, 30. Juli 2004 | 2,44 Mio. | 1,69 Mio.       | 11,1 %      | 20,5 %          |

### Staffel 2
| Nr. (gesamt) | Nr. (Staffel)   | Datum                 | Zuschauer | Zuschauer       | Marktanteil | Marktanteil     |
| Nr. (gesamt) | Nr. (Staffel)   | Datum                 | Gesamt    | 14 bis 49 Jahre | Gesamt      | 14 bis 49 Jahre |
| ------------ | --------------- | --------------------- | --------- | --------------- | ----------- | --------------- |
| 21           | 01              | Sa, 20. August 2011   | 1,68 Mio. | 1,07 Mio.       | 7,5 %       | 13,7 %          |
| 22           | 02              | So, 21. August 2011   | 2,00 Mio. | 1,56 Mio.       | 9,5 %       | 16,5 %          |
| 23           | 03              | Mo, 22. August 2011   | 1,44 Mio. | 1,22 Mio.       | 7,0 %       | 12,2 %          |
| 24           | 04              | Di, 23. August 2011   | 1,64 Mio. | 1,22 Mio.       | 7,8 %       | 14,0 %          |
| 25           | 05              | Mi, 24. August 2011   | 1,35 Mio. | TBA             | 6,8 %       | 11,5 %          |
| 26           | 06              | Do, 25. August 2011   | 1,28 Mio. | 0,87 Mio.       | 6,8 %       | 10,3 %          |
| 27           | 07              | Fr, 26. August 2011   | 1,60 Mio. | 1,07 Mio.       | 7,5 %       | 12,7 %          |
| 28           | 08              | Sa, 27. August 2011   | 1,60 Mio. | 1,11 Mio.       | 6,8 %       | 12,0 %          |
| 29           | 09              | So, 28. August 2011   | 1,40 Mio. | 1,06 Mio.       | 7,0 %       | 11,7 %          |
| 30           | 10              | Mo, 29. August 2011   | 1,35 Mio. | 1,01 Mio.       | 6,7 %       | 11,8 %          |
| 31           | 11              | Di, 30. August 2011   | 1,48 Mio. | 1,10 Mio.       | 7,7 %       | 12,8 %          |
| 32           | 12              | Mi, 31. August 2011   | 1,56 Mio. | 1,16 Mio.       | 8,3 %       | 14,1 %          |
| 33           | 13              | Do, 1. September 2011 | 1,67 Mio. | 1,23 Mio.       | 9,4 %       | 15,5 %          |
| 34           | 14              | Fr, 2. September 2011 | 1,34 Mio. | 0,94 Mio.       | 5,9 %       | 9,8 %           |
| 35           | 15 (Finale)     | Sa, 3. September 2011 | 1,46 Mio. | 1,03 Mio.       | 6,4 %       | 12,3 %          |
| 36           | 16 (Highlights) | So, 4. September 2011 | 2,01 Mio. | 1,55 Mio.       | 10,3 %      | 16,9 %          |

### Staffel 3
| Nr. (gesamt) | Nr. (Staffel) | Datum             | Zuschauer | Zuschauer       | Marktanteil | Marktanteil     |
| Nr. (gesamt) | Nr. (Staffel) | Datum             | Gesamt    | 14 bis 49 Jahre | Gesamt      | 14 bis 49 Jahre |
| ------------ | ------------- | ----------------- | --------- | --------------- | ----------- | --------------- |
| 37           | 01            | Do, 24. Juni 2021 | 1,48 Mio. | 0,79 Mio.       | 5,2 %       | 11,4 %          |
| 38           | 02            | Do, 1. Juli 2021  | 1,90 Mio. | 0,80 Mio.       | 3,5 %       | 7,8 %           |
| 39           | 03            | Do, 8. Juli 2021  | 1,18 Mio. | 0,66 Mio.       | 4,7 %       | 10,6 %          |
| 40           | 04            | Do, 15. Juli 2021 | 1,82 Mio. | 0,77 Mio.       | 3,3 %       | 7,9 %           |
| 41           | 05            | Do, 22. Juli 2021 | 1,95 Mio. | 0,97 Mio.       | 2,9 %       | 6,2 %           |
| 42           | 06            | Do, 29. Juli 2021 | 2,10 Mio. | 0,99 Mio.       | 2,9 %       | 5,5 %           |